# العلاقات السنغافورية المولدوفية
العلاقات السنغافورية المولدوفية هي العلاقات الثنائية التي تجمع بين سنغافورة ومولدوفا.

## مقارنة بين البلدين
هذه مقارنة عامة ومرجعية للدولتين:
| وجه المقارنة                                              | سنغافورة                                                             | مولدوفا                           |
| --------------------------------------------------------- | -------------------------------------------------------------------- | --------------------------------- |
| المساحة (كم2)                                             | 719                                                                  | 33.85 ألف                         |
| عدد السكان (نسمة)                                         | 5.89 مليون                                                           | 2.55 مليون                        |
| الكثافة السكانية (ن./كم²)                                 | 819.19 ألف                                                           | 75.33                             |
| العاصمة                                                   | سنغافورة                                                             | كيشيناو                           |
| اللغة الرسمية                                             | لغة إنجليزية، اللغة الملايو، اللغة الصينية القياسية، اللغة التاميلية | اللغة المولدوفية، اللغة الرومانية |
| العملة                                                    | دولار سنغافوري                                                       | ليو مولدوفي                       |
| الناتج المحلي الإجمالي (بليون دولار)                      | 323.91 مليار                                                         | 8.13 مليار                        |
| الناتج المحلي الإجمالي (تعادل القوة الشرائية) بليون دولار | 472.59 مليار                                                         | 17.94 مليار                       |
| الناتج المحلي الإجمالي الاسمي للفرد دولار أمريكي          | 52.89 ألف                                                            | 3.65 ألف                          |
| الناتج المحلي الإجمالي للفرد دولار أمريكي                 | 82.76 ألف                                                            | 4.98 ألف                          |
| مؤشر التنمية البشرية                                      | 0.925                                                                | 0.693                             |
| رمز المكالمات الدولي                                      | +65                                                                  | +373                              |
| رمز الإنترنت                                              | .sg                                                                  | .md                               |
| المنطقة الزمنية                                           | ت ع م+08:00، توقيت سنغافورة المنسق ‏                                  | ت ع م+02:00، ت ع م+03:00          |

## منظمات دولية مشتركة
يشترك البلدان في عضوية مجموعة من المنظمات الدولية، منها:
| علم المنظمة | اسم المنظمة                               | تاريخ انضمام سنغافورة | تاريخ انضمام مولدوفا |
| ----------- | ----------------------------------------- | --------------------- | -------------------- |
|             | مؤسسة التنمية الدولية                     | 27 سبتمبر 2002        | 14 يونيو 1994        |
|             | يونسكو                                    | 8 أكتوبر 2007         | 27 مايو 1992         |
|             | وكالة ضمان الاستثمار متعدد الأطراف        | 24 فبراير 1998        | 9 يونيو 1993         |
|             | الأمم المتحدة                             | 21 سبتمبر 1965        | 2 مارس 1992          |
|             | الاتحاد البريدي العالمي                   | ?                     | ?                    |
|             | البنك الدولي للإنشاء والتعمير             | 3 أغسطس 1966          | 12 أغسطس 1992        |
|             | الاتحاد الدولي للاتصالات                  | 22 أكتوبر 1965        | 20 أكتوبر 1992       |
|             | منظمة حظر الأسلحة الكيميائية              | ?                     | ?                    |
|             | مؤسسة التمويل الدولية                     | 4 سبتمبر 1968         | 10 مارس 1995         |
|             | المركز الدولي لتسوية المنازعات الاستشارية | 13 نوفمبر 1968        | 4 يونيو 2011         |
|             | منظمة التجارة العالمية                    | ?                     | ?                    |
|             | منظمة الشرطة الجنائية الدولية             | ?                     | ?                    |

## وصلات خارجية
- موقع وزارة الخارجية السنغافورية
- موقع وزارة الخارجية المولدوفية